# 阿尔布雷希特 (符腾堡)
阿尔布雷希特·玛利亚·亚历山大·菲利普·约瑟夫（德語：Albrecht Maria Alexander Philipp Joseph，1865年12月23日—1939年10月29日），末代符腾堡国王威廉二世的推定继承人，符腾堡公爵，符腾堡王室家族首领（1921年—1939年）。

## 家族历史
阿尔布雷希特并不是符腾堡王室的主系。他的父親菲利普於1838年出生於塞納河畔納伊，是第一任符騰堡國王腓特烈一世的弟弟亞歷山大的孫子。他是符腾堡王室天主教系的开创者，其他符腾堡王室成员都是新教徒。阿尔布雷希特的母亲是瑪麗亞·特蕾莎，她是泰申公爵、奧地利阿爾布雷希特大公的女兒。

## 生平
阿尔布雷希特1865年12月23日生于奥地利维也纳。1893年1月24日，阿尔布雷希特与奥匈帝国皇帝法蘭茲·約瑟夫一世的姪女、奥地利大公卡爾·路德維希的女儿玛格丽特·索菲结婚。由于当时的符腾堡国王威廉二世没有子嗣，根据薩利克繼承法，阿尔布雷希特作为国王威廉二世的堂弟，成为了符腾堡王位的继承人。因此阿尔布雷希特一家从维也纳迁至斯图加特，居住在王储宫。玛格丽特·苏菲于1902年去世，阿尔布雷希特没有再婚。
在第一次世界大战中，阿尔布雷希特取得了光辉的战绩。1916年他与巴伐利亚的鲁普雷希特王储一起被授予德国陆军元帅军衔。
1918年11月30日，国王威廉二世被废黜，德国境内各邦的君主制覆灭。阿尔布雷希特失去了继承王位的权利。被废的王室家族居住在博登湖以北的阿尔茨豪森城堡（Schloss Altshausen）。1921年威廉二世去世，阿尔布雷希特成为符腾堡王室家族首领，称符腾堡公爵，并继承了阿尔茨豪森城堡。阿尔布雷希特于1939年10月去世，葬于阿尔茨豪森城堡。

## 子女
阿尔布雷希特与姑表妹奥地利的玛格丽特·苏菲有三子四女：
- 长子菲利普·阿尔布雷希特·卡尔·玛利亚·约瑟夫·路德维希·胡贝图斯·斯坦尼斯劳斯·利奥波德（PHILIPP Albrecht Carl Maria Joseph Ludwig Hubertus Stanislaus Leopold，1893年11月14日-1975年4月15日），符腾堡公爵，阿尔布雷希特的继承人。
- 次子阿尔布雷希特·欧根·玛利亚·菲利普·卡尔·约瑟夫·福图纳图斯（Albrecht Eugen Maria Philipp Carl Joseph Fortunatus，1895年1月8日-1954年6月24日），1924年1月24日娶保加利亚沙皇斐迪南一世的次女娜潔日达，有三子二女。
- 三子卡尔·亚历山大·玛利亚·菲利普·约瑟夫·阿尔布雷希特·格雷格尔（Carl Alexander Maria Philipp Joseph Albrecht Gregor，1896年3月12日-1964年12月27日）
- 长女玛利亚·艾米莉（Maria Amélie，1897年-1923年）
- 次女玛利亚·特蕾西亚（Maria Theresia，1898年-1928年）
- 三女玛利亚·伊丽莎白（Maria Elisabeth，1899年-1900年）
- 四女玛格丽特（Margarethe，1902年-1945年）

| 前任： 威廉二世 | 符腾堡王室家族首领 1921年-1939年 | 繼任： 菲利普·阿尔布雷希特 |